# 대한민국 형사소송법 제274조
대한민국 형사소송법 제274조는 당사자의 공판기일 전의 증거제출에 대한 형사소송법의 조문이다.

## 조문
제274조(당사자의 공판기일 전의 증거제출)검사, 피고인 또는 변호인은 공판기일 전에 서류나 물건을 증거로 법원에 제출할 수 있다.  <개정 1961.9.1.>

## 참고 문헌
- 손동권 신이철, 새로운 형사소송법(초판, 2013), 세창, 2013. ISBN 9788984114081